# Церковь Георгия Победоносца (Игнатьево)
Церковь Георгия Победоносца (Георгиевская церковь) — церковь Русской православной церкви в селе Игнатьево в Раменском районе (с 2019 года — Раменский городской округ) Московской области.
Является объектом культурного наследия регионального значения (Постановление Правительства Московской области от 15.03.2002 г. № 84/9).

## История
Первое упоминание об этой церкви относится к 1587 году: «Церковь Страстотерпца Христова Георгия деревянная, построенная изстари „на погосте у речки Дорки“, находилась в 1587 г., Московскаго уезда, в дворцовой Гжельской волости…». Храм имел и другие названия: Георгиевская на Глинках, Глинский погост при деревне Игнатовской на речке Дорке, а также просто Глинский погост.
Согласно записям церковной летописи, в 1751 году в деревне был освящён новый деревянный храм, построенный «тщанием прихожан» на месте сгоревшего; но новая церковь также сгорела в 1768 году. Из Петропавловского погоста в Глинковский погост перевезти деревянную церковь, которую решили использовать как временный храм до сооружения нового каменного. Перевезённую церковь освятили 27 марта 1773 года (она простояла в селе Игнатьево до 1957 года, когда была разобрана). Со временем временный храм стал тесным для его прихода, в который входили, кроме села Игнатьево, входило десять деревень: Речицы, Жирово, Володино, Новохаритоново, Бахтеево, Турыгино, Меткомелино, Кузяево, Фрязино и Коломино. Это послужило поводом для прихожан и причта обратиться в 1837 году к митрополиту с просьбой разрешить строительство каменной церкви рядом с деревянной. Разрешение было получено в 1838 году, но по разным причинам только 30 октября 1862 года митрополитом Филаретом был подписан указ, благословляющий строительство храма в селе Игнатьево.
Сооружение нового каменного храма началось в 1863 году под руководством архитектора Н. И. Финисова. Первый камень был заложен в мае 1863 года, о чём гласит памятная доска на внешней стене у северного входа. В 1865 году была построена колокольня, 16 декабря 1868 года состоялось освящение Георгиевского придела, 26 ноября 1871 года освятили придел во имя Святой великомученицы Параскевы Пятницы, а 10 июля 1877 года — центральный, Троицкий придел. По главному приделу новый храм должен был бы называться Святотроицким, но до сегодняшнего дня сохранил своё прежнее название: Георгиевский.
В 1889 году художник Никита Щепетов расписал стены церкви; в 1893 году художник Василий Денисов изготовил четыре киота из чёрного морённого дуба и расписал трапезную. В 1901 году вокруг храма была построена кирпичная ограда, а в 1902 году в ней установлены железные решётки.
После Октябрьской революции богослужения в храме продолжались, он закрывался для служб только на короткое время в 1941 году. В числе святынь Георгиевской церкви: частицы мощей святителя Николая Чудотворца, великомученика Георгия Победоносца, великомученика и целителя Пантелеймона, великомученицы Параскевы Пятницы, святых апостолов Петра и Павла, частицы Гроба Господня, Животворящего Креста Господня. Настоятелем храма является иерей Сергий Андреевич Жданович.